# Forever Neverland
Forever Neverland é o segundo álbum de estúdio da cantora dinamarquesa MØ. Seu lançamento ocorreu em 19 de outubro de 2018, pela Columbia Records. Esse é o seu primeiro lançamento completo desde seu álbum de estréia, No Mythologies to Follow (2014), e vem depois de seu segundo EP, When I Was Young (2017). O álbum foi precedido por 8 singles: "Nostalgia", "Sun In Our Eyes" com Diplo, "Way Down", "Imaginary Friend", "Blur", "I Want You", "Beautiful Wreck" e "Red Wine". O álbum também conta com colaborações de Charli xcx, What So Not, Two Feet e Empress Of.

## Singles
Em 28 de março de 2018, MØ lançou para streaming e digital dowland o single principal do álbum, "Nostalgia". Mais tarde, MØ lançou o videoclipe oficial em 3 de maio de 2018, em sua conta oficial no Youtube, no qual é capturado em um celular.
Em 12 de julho de 2018, "Sun in Our Eyes" foi lançado como o segundo single do álbum. A música chegou ao número 17 em Ultratop no gráfico Ultratip da Flandres e no número 32 em Mw Zealand Hot 40 Singles. O videoclipe foi lançado em 8 de agosto de 2018 em sua conta no Youtube.
Em 7 de setembro de 2018, "Way Down" foi lançado como o terceiro single do álbum.
Em 21 de setembro de 2018, "Imaginary Friend" foi lançado como o quarto single do álbum. O videoclipe oficial foi lançado no mesmo dia.

### Singles promocionais
Em 15 de outubro de 2018, "Blur" foi lançado como single promocional do álbum. Um lyric video com cenas da sessão de fotos do álbum foi lançado em seu canal oficial no YouTube na mesma data.

## Pré-lançamento
Em 13 de setembro de 2018, Forever Neverland foi incluído na lista "Os 40 álbuns mais esperados do outono de 2018" da Billboard.

## Recepção critica
| Críticas profissionais | Críticas profissionais |
| Pontuações agregadas   | Pontuações agregadas   |
| Fonte                  | Avaliação              |
| ---------------------- | ---------------------- |
| AnyDecentMusic?        | 6.9/10                 |
| Metacritic             | 69/100                 |
| AOTY                   | 73/100                 |
| Avaliações da crítica  |                        |
| Fonte                  | Avaliação              |
| AllMusic               | [ 20 ]                 |
| Clash                  | 8/10                   |
| Consequence            | C+                     |
| DIY                    | [ 23 ]                 |
| NME                    | [ 24 ]                 |
| Pitchfork              | 6.0/10                 |
| The Independent        | [ 26 ]                 |
| The Line of Best Fit   | 8.5/10                 |
| The Observer           | [ 28 ]                 |
| The Skinny             | [ 29 ]                 |

No site agregador de críticas Metacritic, que estabelece uma média de até cem pontos com base nas avaliações dos críticos musicais, o álbum obteve 69 pontos de aprovação, que foram baseados em 13 resenhas recolhidas, o que indica "análises geralmente favoráveis".
Escrevendo para a Pitchfork, Dani Blum escreveu que a "lista de faixas do álbum aqui parece um quem é quem do EDM de festas de fraternidade: Diplo mais uma vez deixa sua marca, assim como o antigo apêndice do Flume, What So Not. [...] A maior parte do álbum se dissolve em faixas de clube estimulantes com mais textura do que um hit comum de pista de dança." Blum resumiu que a maioria das faixas de Forever Neverland são muito "saturadas e exaustivas", com apenas momentos ocasionais de "brilho real". Neil Z. Yeung, do AllMusic, deu ao álbum 3 de 5 estrelas, dizendo: "Forever Neverland contém momentos cativantes o suficiente para justificar uma audição, mas continua sendo, em grande parte, um alimento para playlists de alt-pop dos anos 2010." Will Richards, da DIY, disse: "não há nada do tamanho ou escala de 'Lean On', mas ao trilhar seu próprio caminho sem pedir desculpas, MØ está começando a esculpir uma nova identidade própria." Harriet Willis, da The Skinny, chamou-o de "uma obra-prima que coloca MØ firmemente em seu próprio pedestal como uma artista individual, em vez de um personagem recorrente". Malvika Padin, da Clash, comentou que "enquanto faixas como 'Beautiful Wreck' – flexível, satisfatórias e de forma alguma inadequadas para esta oferta envolvente – parecem bastante insossas em comparação com o resto, que ostenta um som ousado, o álbum continua fascinante, nunca perde o ritmo e mantém você ouvindo até o fim."
Sam Van Pykeren, da Mother Jones, o nomeou como 6º melhor álbum de 2018. Mike Wass, do Idolator, colocou-o na posição número 8 na lista dos "25 Melhores Álbuns de 2018". A Billboard incluiu-o na lista das "20 Melhores Capas de Álbuns de 2018".

## Alinhamento de faixas
| Forever Neverland — Edição padrão |                                                        |                                                                                                 |                                        |         |  |
| N.º                               | Título                                                 | Compositor(es)                                                                                  | Produtor(es)                           | Duração |  |
| 1.                                | "Intro"                                                | Karen Marie Ørsted Ajay Bhattacharya Adam Feeney Kurtis Mckenzie Michael "Scribz" Riley         | Stint Frank Dukes McKenzie             | 0:45    |  |
| 2.                                | "Way Down"                                             | Ørsted Bhattacharya Cara Salimando Alexandra Shungudzo Govere Letter Mbulu Caiphus Semenya      | Stint                                  | 3:08    |  |
| 3.                                | "I Want You"                                           | Ørsted Bhattacharya Sarah Aarons                                                                | Stint                                  | 3:16    |  |
| 4.                                | "Blur"                                                 | Ørsted Bhattacharya Kristoffer "Bonn" Fodgelmark Albin Nedler                                   | Stint Fodgelmark Nedler                | 3:04    |  |
| 5.                                | "Nostalgia"                                            | Ørsted Bhattacharya John Hill McKenzie Riley                                                    | Stint McKenzie                         | 3:46    |  |
| 6.                                | "Sun in Our Eyes" (com Diplo)                          | Ørsted Thomas Wesley Pentz Hill Henry Allen Ilsey Juber                                         | Diplo Hill King Henry                  | 3:37    |  |
| 7.                                | "Mercy" (com a participação de What So Not e Two Feet) | Ørsted Christopher Emerson James Flannigan Jaramaye Daniels Georgia Overton                     | What So Not Flannigan Two Feet [c]     | 3:41    |  |
| 8.                                | "If It's Over" (com a participação de Charli xcx)      | Ørsted Mikkel Eriksen Tor Hermansen Charlotte Aitchison Ross Birchard Ori Kaplan Jocelyn Donald | StarGate Tim Blacksmith [d] DannyD [d] | 3:39    |  |
| 9.                                | "West Hollywood" (Interlude)                           | Ørsted Bhattacharya                                                                             | Stint                                  | 1:07    |  |
| 10.                               | "Beautiful Wreck"                                      | Ørsted Bhattacharya Fodgelmark Nedler Madison Love                                              | Stint Fodgelmark Nedler                | 3:49    |  |
| 11.                               | "Red Wine" (com a participação de Empress Of)          | Ørsted Bhattacharya Daniel "MantraBeats" Mizrahi Lorely Rodriguez Jesus Ferrera                 | Stint MantraBeats DalePlay             | 3:22    |  |
| 12.                               | "Imaginary Friend"                                     | Ørsted Carlos Montagnese William Walsh Jonnali Parmenius                                        | Illangelo                              | 3:47    |  |
| 13.                               | "Trying to Be Good"                                    | Ørsted Bhattacharya                                                                             | Stint                                  | 3:46    |  |
| 14.                               | "Purple Like the Summer Rain"                          | Ørsted Bhattacharya Feeney McKenzieRiley                                                        | Stint Dukes McKenzie                   | 4:01    |  |
| Duração total:                    | Duração total:                                         | Duração total:                                                                                  | Duração total:                         | 44:48   |  |

| Forever Neverland — Faixas bônus da edição japonesa |                   |                                                                       |                                    |         |  |
| N.º                                                 | Título            | Compositor(es)                                                        | Produtor(es)                       | Duração |  |
| 15.                                                 | "Final Song"      | Ørsted Parmenius Uzoechi Emenike                                      | MNEK                               | 3:55    |  |
| 16.                                                 | "Kamikaze"        | Ørsted Pentz Mads Damsgaard Kristiansen Philip Meckseper Boaz de Jong | Diplo Jr Blender Boaz van de Beatz | 3:30    |  |
| 17.                                                 | "Nights with You" | Ørsted Benjamin Levin Magnus August Høiberg Ryan Tedder Sophie Xeon   | Sophie Benny Blanco Cashmere Cat   | 3:17    |  |
| Duração total:                                      | Duração total:    | Duração total:                                                        | Duração total:                     | 55:30   |  |

Notas
- ↑[c]  significa um produtor adicional.
- ↑[d]  significa um produtor executivo.
- Todo o trabalho de produção vocal do álbum foi manipulado por Erik Eger, Andy Steinway e Dillon Zachara, exceto quando indicado.

## Desempenho nas tabelas musicais
| País — Tabela musical (2018)  | Melhor posição |
| ----------------------------- | -------------- |
| Bélgica (Ultratop (Flandres)  | 191            |
| Bélgica (Ultratop (Valónia)   | 158            |
| Dinamarca (Hitlisten)         | 1              |
| Japão (Oricon)                | 217            |
| Países Baixos (Album Top 100) | 167            |
| Reino Unido (Download Albums) | 66             |

## Certificações
| Região                                                       | Associação   | Certificação | Vendas  |
| ------------------------------------------------------------ | ------------ | ------------ | ------- |
| Dinamarca                                                    | IFPI Danmark | Ouro         | 10.000‡ |
| ‡vendas+valores de streaming baseados apenas na certificação |              |              |         |